# Just a Minute
Just a minute è un cortometraggio del 1924 diretto da James Parrott con Charley Chase. Il film fu distribuito in sala il 3 febbraio 1924 dalla Pathé Exchange.

## Produzione
Prodotto da Hal Roach per gli Hal Roach Studios, Incorporated, il film fu girato dal 5 al 9 ottobre 1923.

## Distribuzione
Il 29 luglio 2009, la All Day Entertainment lo ha inserito in un DVD dal titolo Becoming Charley Chase, un'antologia distribuita dalla VCI Entertainment contenente circa una quarantina di cortometraggi interpretati da Chase dal 1915 al 1926.